# Eva Raaff
Eva Rebecca Raaff (Amsterdam, 1962) is een Nederlands schrijver en huisarts.
Zij publiceerde onder andere De Taragon-trilogie. Het Groene Vuur verscheen in de Duitse vertaling als Die Prophezeiung des Königs in Die Taragon-Saga. 

Andere publicaties zijn "Het Oog Van De Waarheid" uit 2012, Cholesterol en Hart- en vaatziekten.

## De Taragon Trilogie
De Taragon Trilogie is een driedelige boekenserie, uitgegeven door Uitgeverij Ploegsma van 2006 tot 2008. Centraal staat een profetie die het verloop bepaalt van de reeks.

### Delen
1. Het Groene Vuur (2006)
2. Het Vergeten Volk (2007)
3. De Pijl En Het Bloed (2008)
4. Het Oog Van De Waarheid (2012)